# W0nderful (киберспортсмен)
Игорь Жданов (укр. Ігор Жданов; род. 14 декабря 2004, Одесса) — украинский киберспортсмен по Counter-Strike: Global Offensive и Counter-Strike 2, более известный под ником w0nderful. Чемпион мира по Counter-Strike 2. Выступает за команду Natus Vincere.

## Биография
Родился в Одессе 14 декабря 2004 года. Начал играть в Counter-Strike 1.6 в 4 или 5 лет. В 12 лет Игорю купили компьютер, однако он продолжил играть в Counter-Strike 1.6, так как на Counter-Strike: Global Offensive «не было денег». Впервые CS:GO Жданов запустил в 2018 году.

### Карьера
Жданов начал карьеру в 2020 году в возрасте 16 лет. Первой командой, с которой Игорь отобрался на турнир, освещаемый HLTV, стала SpeedRunners. Помимо w0nderful, в её составе также играл на тот момент неизвестный Владимир «Woro2k» Велетнюк. После SpeedRunners Жданов играл в украинских коллективах MAJESTY, Project X и Trasko Esports, с ними он заработал свои первые призовые. Вместе с остальными игроками Игорь покинул Trasko Esports, так как по их мнению, организация не выплачивала им призовые. Некоторые игроки, включая Игоря, 8 декабря 2021 года перешли в HellRaisers. Спустя 3 месяца организация объявила о приостановке своей деятельности из-за начавшегося вторжения России на Украину, и Игорь стал свободным агентом. Тогда же FACEIT помогла w0nderful выехать за территорию Украины в Берлин, предоставила ему компьютер и пригласила во вторую по значимости лигу FPL-C.
23 июля 2022 года w0nderful присоединился к Team Spirit, заменив Абдула «degster» Гасанова. С новой командой Жданов достиг первых крупных успехов, например на мейджоре IEM Rio Major 2022 коллектив дошёл до четвертьфинала. Однако после вылета с отборочных к BLAST.tv Paris Major 2023 Team Spirit исключила троих игроков, в том числе Жданова. Сайт cybersport.ru отметил «великолепную статистику» Игоря во время игры за Team Spirit, даже на провальных турнирах.
10 июля 2023 года w0nderful присоединился к Sprout. В августе был забанен Федерацией киберспорта Украины (UESF) за игру с россиянами в одном составе (в Sprout, помимо Игоря, играл россиянин Данил «Alpha» Демин). Последствия включения игроков в черный список неизвестны, UESF может запретить им участвовать в турнирах на территории Украины и выступать за национальную команду.
31 октября 2023 года w0nderful заменил взявшего перерыв в карьере s1mple в составе Natus Vincere. Вместе с новой командой Игорь выиграл первый мейджор-турнир по Counter-Strike 2 — PGL Major Copenhagen 2024. По итогам 2024 года занял 11 место в списке лучших игроков мира по версии портала HLTV.

## Достижения
| Год  | Место | Турнир                            | Команда       | Место проведения | Призовые (долл.) | Награда |
| ---- | ----- | --------------------------------- | ------------- | ---------------- | ---------------- | ------- |
| 2022 | 1     | FiReLEAGUE 2022: Global Finals    | Team Spirit   | Барселона        | 100 000          |         |
| 2022 | 5—8   | IEM Rio Major 2022                | Team Spirit   | Рио-де-Жанейро   | 45 000           | EVP     |
| 2023 | 3—4   | BLAST Premier: World Final 2023   | Natus Vincere | Абу-Даби         | 85 000           |         |
| 2024 | 1     | PGL CS2 Major Copenhagen 2024     | Natus Vincere | Копенгаген       | 500 000          | EVP     |
| 2024 | 2     | BLAST Premier: Spring Final 2024  | Natus Vincere | Лондон           | 85 000           |         |
| 2024 | 1     | Esports World Cup 2024            | Natus Vincere | Эр-Рияд          | 400 000          | EVP     |
| 2024 | 2     | IEM Cologne 2024                  | Natus Vincere | Кёльн            | 180 000          |         |
| 2024 | 1     | ESL Pro League Season 20          | Natus Vincere | Сент-Джулианс    | 170 000          |         |
| 2024 | 2     | BLAST Premier: Fall Final 2024    | Natus Vincere | Копенгаген       | 85 000           | EVP     |
| 2024 | 1     | IEM Rio 2024                      | Natus Vincere | Рио-де-Жанейро   | 100 000          | EVP     |
| 2024 | 9—11  | Perfect World Shanghai Major 2024 | Natus Vincere | Шанхай           | 20 000           |         |
| 2025 | 3—4   | BLAST Bounty 2025 Season 1 Finals | Natus Vincere | Копенгаген       | 22 000           |         |
| 2025 | 3—4   | IEM Katowice 2025                 | Natus Vincere | Катовице         | 108 000          |         |
| 2025 | 3-4   | IEM Cologne 2025                  | Natus Vincere | Кёльн            | 80 000           |         |

*MVP — Most Valuable Player (в переводе с англ. — «Самый ценный игрок»), EVP — Exceptionally Valuable Player (в переводе с англ. — «Исключительно ценный игрок»)